# آنا ماريا بورتر
آنا ماريا بورتر (بالإنجليزية: Anna Maria Porter)‏ (1780 - 1832)؛ كاتِبة، شاعرة وروائية بريطانية.